# American Night (Film)
American Night ist ein Neo-Noir-Thriller von Alessio Jim Della Valle.

## Handlung
Michael Rubino ist gerade neuer Boss der New Yorker Mafia geworden. Viel lieber würde er sich der Malerei widmen. Sein Traum ist es, ein großer Künstler zu werden.
John Kaplan ist ein Kunsthändler mit zweifelhaftem Ruf, doch er ist äußerst fachkundig, wenn es darum geht, Fälschungen zu entdecken. Im Zusammenhang mit dem Diebstahl von Andy Warhols Marylin kreuzen sich die Wege von Rubino und Kaplan.

## Produktion

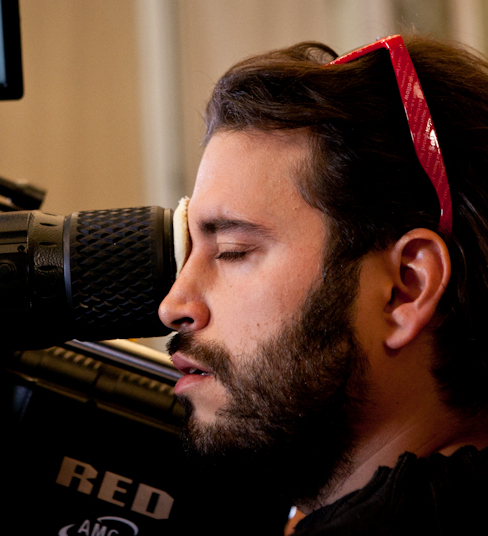
Regisseur Alessio Jim Della Valle

Die Regie wurde von Alessio Jim Della Valle geführt. Es handelt sich um seinen dritten Spielfilm nach The Lamb Lies Down on Broadway aus dem Jahr 2010 und Inside the Stones von 2012. Zum ersten Mal schrieb er bei einem seiner Spielfilme selbst auch das Drehbuch.
Jonathan Rhys Meyers spielt in der Hauptrolle John Kaplan, Paz Vega in der weiblichen Hauptrolle Sarah. Emile Hirsch spielt den New Yorker Mafia-Boss Michael Rubino. In Nebenrollen und Cameo-Auftritten sind Künstler wie Michael Madsen als Lord Samuel Morgan, Maria Grazia Cucinotta als Donna Maria, Marco Leonardi und Anastacia zu sehen. Von Anastacia ist auch der Titelsong des Films.
Die Dreharbeiten fanden in den Nu Boyana Film Studios in der bulgarischen Hauptstadt Sofia und in Italien statt. Dort drehte man unter anderem in Kalabrien. Als Kameramann fungierte Ben Nott. Die Dreharbeiten wurden im Frühjahr 2019 beendet.
Die Filmmusik komponiert Marco Beltrami. Das Soundtrack-Album mit insgesamt 28 Musikstücken wurde am 17. Dezember 2021 von MovieScore Media als Download veröffentlicht.
Der Film wurde im Oktober 2021 in ausgewählten US-Kinos und zur gleichen Zeit als Video-on-Demand veröffentlicht.